# Clavicranaus
Clavicranaus is een geslacht van hooiwagens uit de familie Manaosbiidae.
De wetenschappelijke naam Clavicranaus is voor het eerst geldig gepubliceerd door Roewer in 1915. 

## Soorten
Clavicranaus is monotypisch en omvat slechts de volgende soort:
- Clavicranaus tarsalis